# قريتي الصغيرة الجميلة (فلم)
قريتي الصغيرة الجميلة (بالتشيكية: Vesničko má středisková) فيلم كوميدي تشيكوسلوفاكي لعام 1985 من إخراج جيري مينزل. ترشح الفيلم في عام 1987 لجائزة الأوسكار لأفضل فيلم بلغة أجنبية.

## طاقم التمثيل
يانوس بان: في دور أوتا راكوسنيك
ماريان لابودا: قي دور كاريل بافيك
رودولف هروسينسكي: في دور مدار سكروزني
بيتر شبيك: في دور جوزيف توريك
لبيوز سافرانكوفا: في دور جانا تركوفا
يان هارتل: في دور فاتسلاف كاسبار
ميلوسلاف تبيتش: في دور فويتش كالينا
أولدريش فلاخ: في دور يارومير كونك
ميلادا جيزكوفا: في دور لودميلا هاربيتوفا
زيدينك سفيراك: في دور افزن رويبا الرسام
جوزيف سومر: في دور مدير مصنع الخشب

## ملخص أحداث الفيلم
تدور القصة حول حياة الشاب المتخلف عقليًا أوتيك، في مجتمع قرية متماسك، حيث يعمل كمساعد سائق شاحنة مع زميله بافيك، الأكبر سنًا والجار ذو العقلية العملية. تعتني عائلة بافيك بالشاب أوتيك، الذي توفي والديه. يحدث خلاف بين زملاء العمل بسبب عدم قدرة أوتيك على أداء حتى أبسط المهام. يطالب بافيك بنقل أوتيك لمساعدة سائق آخر، والذي يصادف أنه مشبوه يدعى توريك. يرحل أوتيك إلى براغ  بدلاً من العمل مع زميله الجديد. يكتشف أوتيك أنه لا يتناسب مع حياة المدينة، ويكتشف أيضاً ان رحيله إلى براغ كان خدعة من سياسي ملتو للحصول على صفقة بشأن منزل أوتيك الكبير الموروث. يوافق بافيك على منح أوتيك فرصة ثانية، واستعادته من المدينة لاستئناف عملهما معًا.
يتابع الفيلم أيضًا العديد من الحكايات الفرعية، مثل الرومانسية السرية لزوجة توريك مع طبيب بيطري شاب، ومحنة طبيب تعرض للحوادث لكنه محترم يعاني من مشاكل مع مرضاه المتشائمين تقريبًا مثل تلك التي يواجهها مع سيارته، والأعمال اليائسة لابن بافيك المراهق، الذي لديه مشاعر متحمسة لمعلمة محلية جذابة.

## استقبال الفيلم
تكونت طائفة أتباع للفيلم من المشاهدين في جمهورية التشيك وسلوفاكيا. حصل الفيلم على تقييمات إيجابية من نقاد السينما، حيث منح الناقد السينمائي الأمريكي روجر إيبرت الفيلم 3 نجوم ونصف من أصل 4، وكتب: «يكتشف المخرج جيري مينزل بعضًا من الفكاهة اللطيفة والساخرة في الحياة اليومية، ويستخدمها كأداة للهجوم الخفي على البيروقراطية والتأكيد البهيج على الطبيعة البشرية. هذا الفيلم بهيج من البداية إلى النهاية، انه كنز صغير، ولكنه كنز حقيقي».
كتب بول اتاناسيو من صحيفة واشنطن بوست: «لم يستخدم صانعو الفيلم التناقض بين البلدات الصغيرة والمدن الكبيرة لتوليد هجاء لأي منهما، كما كان يفعل فرانك كابرا، لم يضعوا المدينة والبلد في صراع درامي مباشر على الإطلاق. لا بأس أن يكون الفيلم ساحرًا. لكن جزءًا من كونك ساحرًا، بعد كل شيء، هو عدم المحاولة بجد».

## الجوائز
مهرجان مونتريال السينمائي العالمي 1986: حصل على جائزة لجنة التحكيم الخاصة وجائزة لجنة التحكيم المسكونية.
مهرجان باريس السينمائي 1987: فاز بجائزة أفضل ممثل.

## روابط خارجية
- مقالات تستعمل روابط فنية بلا صلة مع ويكي بيانات